# Церковь Святого Марка (Осло)
Церковь Святого Марка (норв. Markus kirke) — церковь в районе Санкт-Хансхауген в Осло, Норвегия, построена в 1927 году. Вход в церковь есть с улицы Швенсен (норв. Schwensens gate) № 15 и на улице Уллевол (норв. Ullevålsveien) № 41.

## Здание
Церковь Святого Марка представляет собой трёхнефную длинную церковь (норв. langkirke), двухэтажную, с фасадами из подвесного кирпича. Церковь является одной из немногих церквей в Осло, встроенных в плотный квартал многоквартирных домов с обеих сторон. Строительная площадка представляла собой выход скалы, когда строилась церковь, поэтому на улице Уллевол есть лестница вверх с уровня улицы. Главный вход с улицы Швенсен.
Архитектором церкви был Сверре Кнудсен, который провёл много времени в Швеции, увлекался шведской архитектурой, и церковь свидетельствует об этом. Его стиль представляет собой смесь возрождения норвежского барокко (сторона, выходящая на улицу Уллевол) и неоклассицизма. Колокольня на улице Уллевол примыкает к зданию, а шпиль башни покрыт медью. Со стороны улицы Швенсен здание имеет невысокую двухъярусную восьмиугольную колокольню со шпилем и вход в башню, обрамлённый гранитом.
Убранство алтаря и алтарного стола были созданы Эневольдом Тёмтом. 34-голосный орган был построен Юсефом Хильмаром Йоргенсеном в 1927 году и отреставрирован в 1991 году. Это один из немногих сохранившихся полных романтических органов такого размера в Норвегии. Норвежский композитор Пер Стеенберг служил органистом в церкви с 1927 по 1940 год. Церковь может вместить 530 человек. Рядом с храмом находится большой приходской центр с залами, кабинетами и квартирами для священников.

## Приход
Приход Святого Марка был отделён от прихода Старого Акера в 1917 году. Приход охватывал район Бислетт и часть района Санкт-Хансхауген. В состав прихода на 1 января 2005 года входило 7048 человек, из которых около 5100 были членами Церкви Норвегии.
Приход Святого Марка принадлежал благочинию кафедрального собора Осло. В марте 2012 года было предложено закрыть его и объединить с приходами Старый Акер и Ловисенберг, которые вместе образовали бы новый приход Санкт-Хансхауген с церковью Старого Акера в качестве приходской церкви. После этого церковь Святого Марка перестанет использоваться как обычная приходская церковь.
25 февраля 2013 года епархиальный совет Осло принял решение об освобождении церкви Святого Марка для других целей. Собор, Церковь Троицы, собор Святого Марка, Гамле-Акер и Ловисенберг были объединены в один приход под названием Центр и приход Санкт-Хансхауген. Новый приход насчитывает около 16 000 прихожан. Собор, Церковь Троицы, Гамле-Акер и Ловисенберг — активные церкви нового прихода.
Церковь Святого Марка была сдана в аренду в 2013 году. Интерес к ней проявили как организации, так и церкви. Церковный староста в Осло получил разрешение Объединённого совета церквей на выбор арендатора. В ноябре 2013 года была выбрана Пятидесятническая Церковь Иисуса. Договор аренды заключён на пять лет и установлена плата в размере 700 000 крон в год. 4 марта 2013 года Церковь Иисуса совершила свою первую службу в храме.